# Genoa Cricket and Football Club 1953-1954
Questa voce raccoglie le informazioni riguardanti il Genoa Cricket and Football Club nelle competizioni ufficiali della stagione 1953-1954.

## Stagione
Ad inizio stagione il Genoa organizzò in onore di Ottavio Barbieri la Coppa Barbieri, torneo nato sulla falsariga di quello organizzato dalla Sampdoria per il suo defunto giocatore Luigi Cassano, la Coppa Cassano. La competizione amichevole consisteva, similmente alla Cassano, in una sfida con i concittadini della Sampdoria: la prima edizione fu vinta dal Genoa per 3-2 grazie alle reti di Dal Monte, Seratoni e Pravisano.
Nella stagione regolare il Genoa ottenne il dodicesimo posto finale in massima serie.

## Divise
La maglia per le partite casalinghe presentava i colori rossoblù.

## Organigramma societario
Area direttiva
- Presidente: Ugo Valperga

Area tecnica
- Allenatore: György Sárosi

## Rosa
| N. |                   | Ruolo | Calciatore           |
| -- | ----------------- | ----- | -------------------- |
|    | Italia (bandiera) | P     | Angelo Franzosi      |
|    | Italia (bandiera) | P     | Enrico Gualazzi      |
|    | Italia (bandiera) | D     | Fosco Becattini      |
|    | Italia (bandiera) | D     | Ennio Cardoni        |
|    | Italia (bandiera) | D     | Amedeo Cattani       |
|    | Italia (bandiera) | D     | Pier Ugo Melandri    |
|    | Italia (bandiera) | C     | Italo Acconcia       |
|    | Italia (bandiera) | C     | Nevio Bartolaccini   |
|    | Italia (bandiera) | C     | Rino Carlini         |
|    | Italia (bandiera) | C     | Valerio Cassani      |
|    | Italia (bandiera) | C     | Gino Corradini       |
|    | Italia (bandiera) | C     | Adriano Corrente     |
|    | Italia (bandiera) | C     | Benedetto De Angelis |
|    | Italia (bandiera) | C     | Luciano Delfino      |
|    | Italia (bandiera) | C     | Bruno Gremese        |

| N. |                      | Ruolo | Calciatore              |
| -- | -------------------- | ----- | ----------------------- |
|    | Norvegia (bandiera)  | C     | Ragnar Nikolai Larsen   |
|    | Italia (bandiera)    | C     | Giovan Battista Martini |
|    | Italia (bandiera)    | C     | Paolo Pestrin           |
|    | Italia (bandiera)    | C     | Silvano Pravisano       |
|    | Danimarca (bandiera) | A     | Niels Bennike           |
|    | Italia (bandiera)    | A     | Riccardo Carapellese    |
|    | Italia (bandiera)    | A     | Antonio Corso           |
|    | Italia (bandiera)    | A     | Giorgio Dal Monte       |
|    | Italia (bandiera)    | A     | Claudio Ferrari         |
|    | Italia (bandiera)    | A     | Ivan Firotto            |
|    | Italia (bandiera)    | A     | Attilio Frizzi          |
|    | Italia (bandiera)    | A     | Giuseppe Gaggiotti      |
|    | Italia (bandiera)    | A     | Dario Seratoni          |
|    | Italia (bandiera)    | A     | Silvano Toncelli        |

## Risultati

### Serie A

#### Girone di andata
| Arbitro: | Agnolin (Bassano del Grappa) |

|                                                         |           |  |
| Gremese 18’ (aut.) Galli 21’ Pandolfini 24’ Ghiggia 87’ | Marcatori |  |

| Arbitro: | Orlandini (Roma) |

|               |           |                         |
| Dal Monte 84’ | Marcatori | 11’, 58’, 64’ Boniperti |

| Arbitro: | Jonni (Macerata) |

|          |           |               |
| Curti 3’ | Marcatori | 62’ Dal Monte |

| Arbitro: | Bellè (Venezia) |

|                                             |           |                                       |
| Bennike 50’ Cattani 55’ (rig.) Seratoni 88’ | Marcatori | 25’ Randon 64’ Pivatelli 77’ Cappello |

| Arbitro: | Rigato (Mestre) |

|               |           |  |
| Dal Monte 71’ | Marcatori |  |

| Arbitro: | Scaramella (Roma) |

|           |           |  |
| Bacci 77’ | Marcatori |  |

| Arbitro: | Valsecchi (Milano) |

|                   |           |  |
| Seratoni 11’, 35’ | Marcatori |  |

| Arbitro: | Maurelli (Roma) |

|            |           |              |
| Bennike 7’ | Marcatori | 27’ Giovetti |

| Arbitro: | Pieri (Trieste) |

|                                      |           |  |
| Nordahl 17’, 35’ Liedholm 75’ (rig.) | Marcatori |  |

| Arbitro: | Liverani (Torino) |

|  |           |           |
|  | Marcatori | 45’ Testa |

| Arbitro: | De Leo (Mestre) |

|                            |           |            |
| Bizzotto 10’ Martegani 40’ | Marcatori | 25’ Larsen |

| Arbitro: | Rigato (Mestre) |

|                             |           |                     |
| Pravisano 15’ Dal Monte 20’ | Marcatori | 42’ (rig.) L. Sassi |

| Arbitro: | Agnolin (Bassano del Grappa) |

|                                           |           |  |
| Bergamo 22’ Bredesen 42’ A. Fontanesi 55’ | Marcatori |  |

| Arbitro: | Scaramella (Roma) |

|             |           |  |
| Fattori 26’ | Marcatori |  |

| Arbitro: | Grandville (Roma) |

|                                      |           |               |
| Larsen 29’, 34’ Carapellese 70’, 85’ | Marcatori | 54’ Menegotti |

| Napoli 10 gennaio 1954 16ª giornata | Napoli         | 0 – 2 A Tav. | Genoa | Stadio del Vomero\| Arbitro: \| Righi (Milano) \| |
| Arbitro:                            | Righi (Milano) |              |       |                                                   |

| Arbitro: | Campanati (Milano) |

|                 |           |  |
| Carapellese 32’ | Marcatori |  |

#### Girone di ritorno
| Arbitro: | Bernardi (Bologna) |

|                   |           |  |
| Bronée 88’ (aut.) | Marcatori |  |

| Arbitro: | Massai (Pisa) |

|                           |           |             |
| Hansen 13’, 78’ Macor 88’ | Marcatori | 58’ Bennike |

| Arbitro: | Arpaia (Roma) |

|             |           |  |
| Bennike 66’ | Marcatori |  |

| Arbitro: | Maurelli (Roma) |

|               |           |            |
| Pivatelli 16’ | Marcatori | 66’ Frizzi |

| Arbitro: | Liverani (Torino) |

|              |           |  |
| Bassetto 69’ | Marcatori |  |

| Arbitro: | Orlandini (Roma) |

|             |           |                          |
| Bennike 79’ | Marcatori | 36’, 60’ Bacci 69’ Vidal |

| Arbitro: | Marchetti (Milano) |

|                             |           |  |
| Savioni 27’ Arce 61’ (rig.) | Marcatori |  |

| Arbitro: | Bernardi (Bologna) |

|                               |           |                            |
| Antoniotti 69’ Buhtz 71’, 80’ | Marcatori | 15’ Seratoni 52’ Dal Monte |

| Arbitro: | Agnolin (Bassano del Grappa) |

|                                    |           |                         |
| Dal Monte 8’ (rig.) De Angelis 86’ | Marcatori | 7’ Nordahl 43’ Frignani |

| Genova 4 aprile 1954 27ª giornata | Sampdoria          | 0 – 0 | Genoa | Stadio Luigi Ferraris\| Arbitro: \| Marchetti (Milano) \| |
| Arbitro:                          | Marchetti (Milano) |       |       |                                                           |

| Arbitro: | Massai (Pisa) |

|               |           |  |
| Dal Monte 64’ | Marcatori |  |

| Arbitro: | Massai (Pisa) |

|              |           |            |
| Manzardo 31’ | Marcatori | 85’ Larsen |

| Arbitro: | Pieri (Trieste) |

|                                    |           |            |
| Dal Monte 15’ Corso 38’ Frizzi 54’ | Marcatori | 39’ Vivolo |

| Arbitro: | Jonni (Macerata) |

|               |           |                           |
| Pravisano 85’ | Marcatori | 9’, 71’ Lorenzi 70’ Nyers |

| Arbitro: | Bernardi (Bologna) |

|                                |           |              |
| Zorzi 30’ (rig.) Menegotti 47’ | Marcatori | 6’ Dal Monte |

| Arbitro: | Bellè (Venezia) |

|            |           |             |
| Frizzi 82’ | Marcatori | 23’ Jeppson |

| Arbitro: | Maurelli (Roma) |

|              |           |  |
| Olivieri 47’ | Marcatori |  |

## Statistiche

### Statistiche di squadra
| Competizione | Punti | In casa | In casa | In casa | In casa | In casa | In casa | In trasferta | In trasferta | In trasferta | In trasferta | In trasferta | In trasferta | Totale | Totale | Totale | Totale | Totale | Totale | DR  |
| Competizione | Punti | G       | V       | N       | P       | Gf      | Gs      | G            | V            | N            | P            | Gf           | Gs           | G      | V      | N      | P      | Gf     | Gs     | DR  |
| ------------ | ----- | ------- | ------- | ------- | ------- | ------- | ------- | ------------ | ------------ | ------------ | ------------ | ------------ | ------------ | ------ | ------ | ------ | ------ | ------ | ------ | --- |
| Serie A      | 28    | 17      | 9       | 4       | 4       | 26      | 20      | 17           | 1            | 4            | 12           | 10           | 30           | 34     | 10     | 8      | 16     | 36     | 50     | -14 |

### Statistiche dei giocatori
| Giocatore      | Serie A  | Serie A |
| Giocatore      | Presenze | Reti    |
| -------------- | -------- | ------- |
| I. Acconcia    | 2        | 0       |
| F. Becattini   | 31       | 0       |
| N. Bennike     | 26       | 5       |
| R. Carapellese | 14       | 3       |
| E. Cardoni     | 24       | 0       |
| R. Carlini     | 9        | 0       |
| A. Cattani     | 26       | 1       |
| A. Corrente    | 27       | 0       |
| A. Corso       | 6        | 1       |
| G. Dal Monte   | 30       | 9       |
| B. De Angelis  | 22       | 1       |
| L. Delfino     | 3        | 0       |
| I. Firotto     | 9        | 0       |
| A. Franzosi    | 33       | -46     |
| A. Frizzi      | 17       | 3       |
| B. Gremese     | 13       | 0       |
| E. Gualazzi    | 1        | -4      |
| R. Larsen      | 29       | 4       |
| G.B. Martini   | 6        | 0       |
| P. Melandri    | 9        | 0       |
| P. Pestrin     | 2        | 0       |
| S. Pravisano   | 22       | 2       |
| D. Seratoni    | 12       | 4       |
| S. Toncelli    | 1        | 0       |